# Vezirköprü
Vezırköprü (grafia otomana Wezır Köprü) és una població de Turquia al nord d'Anatòlia a la província de Samsun a 35 km de Merifün (Merzifon) i a 18 km d'una branca del Kızılırmak. La seva població és de 27.234 habitants (2010) i el İlçe (districte) té 105.447 habitants
Hi ha restes de poblament en època de l'Imperi Hitita a Oymaagac, probablement l'antiga Nerik, a uns quilòmetres al sud de Vezirköprü. Fou part de la regió de Pamfília a la seva zona meridional, i hi ha va haver un establiment clàssic hel·lenístic anomenat Andrapa o Phazemon. Sota domini romà la població es va dir Neapolis (Neòpolis "Nova Ciutat") que li va donar Pompeu Magne, després canviat a Neoklaudiopolis (Neoclaudiòpolis), en honor de l'emperador Claudi (41-54). Durant segles sota domini romà d'Orient, va portar el nom de Gedegara esmentat a fonts turques com Kedeghara.
A l'època otomana, Vezirköprü fou part del sandjak d'Amasya a l'eyalat de Sivas. Va agafar el nom de Köprü per l'home d'estat Köprülü Mehmed Pasha, gran visir que als inicis de la seva carrera va ocupar un càrrec administratiu a la població, i després se li va afegir Wezır (Vezir). Al segle xix fou lloc de vacances de dirigents otomans. Modernament fou declarada capital d'un districte o ılçe de la província de Samsun. El 1975 va arribar als 11.705 habitants i el districte a 67.468 habitants.